# Dolichocybaeus nichikoensis
Dolichocybaeus nichikoensis is een spinnensoort in de taxonomische indeling van de waterspinnen (Cybaeidae).
Het dier behoort tot het geslacht Dolichocybaeus. De wetenschappelijke naam van de soort werd voor het eerst geldig gepubliceerd in 1968 door Komatsu.